# Bandżola

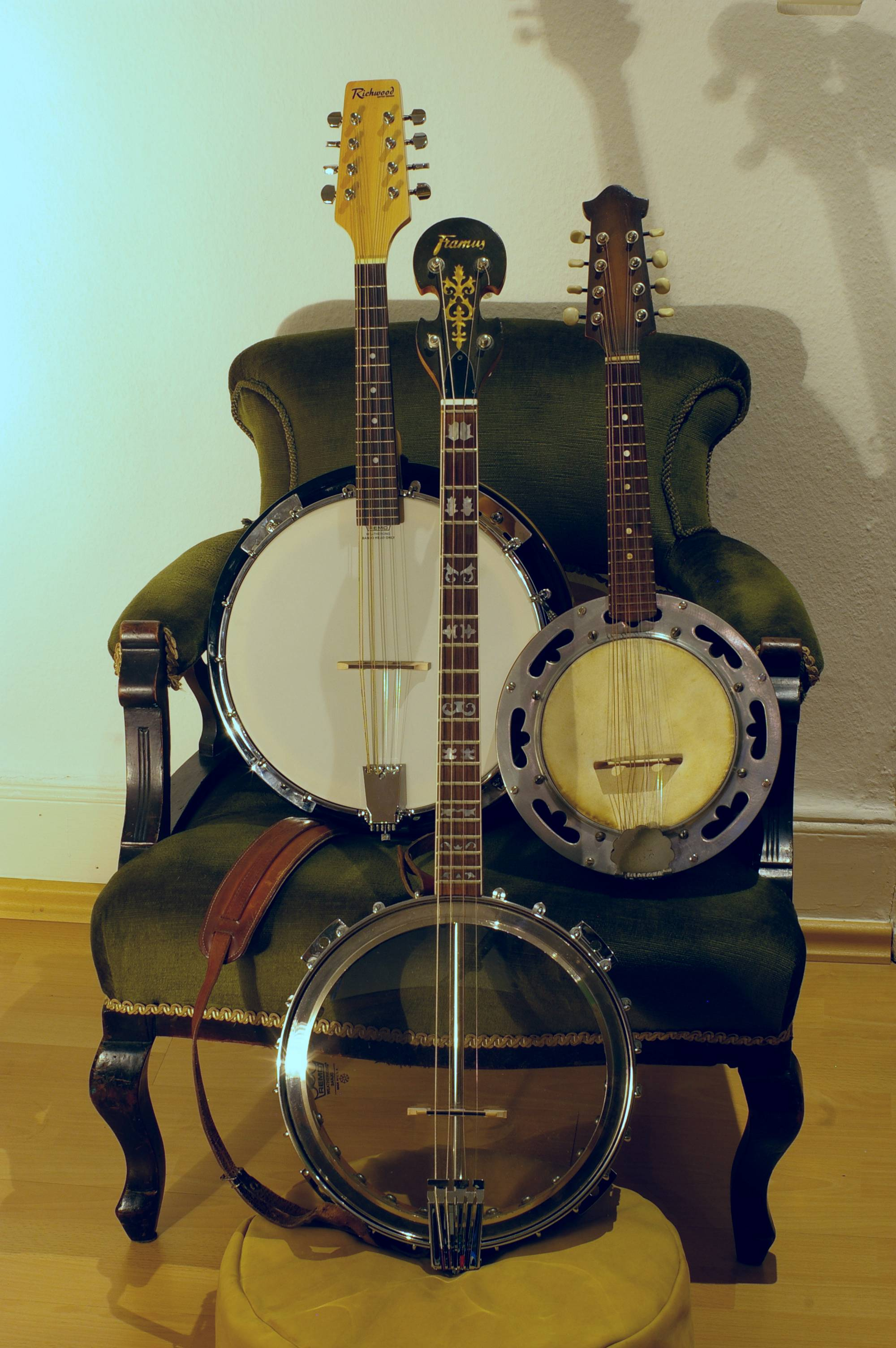
Dwie bandżole z, dużą i małą główką, niżej czterostrunowe banjo

Bandżola, bandżolka – instrument muzyczny, odmiana banjo mandolinowego; bardzo popularny w Warszawie przed II wojną światową, używany przez podwórkowe kapele; wyparty przez gitarę.
Pudło rezonansowe bandżoli zbudowane jest podobnie jak w tradycyjnym banjo, natomiast układ strun odpowiada mandolinie (cztery podwójne struny). Technika gry jest taka sama jak dla mandoliny.